# Gianīs Varoufakīs
Gianīs Varoufakīs (in greco Γιάνης Βαρουφάκης?; AFI: [ˈʝanis vaɾuˈfacis]), translitterato anche come Yanis Varoufakis, all'anagrafe Iōannīs Geōrgiou Varoufakīs (in greco Ιωάννης Γεωργίου Βαρουφάκης?; Atene, 24 marzo 1961) è un economista e politico greco naturalizzato australiano.

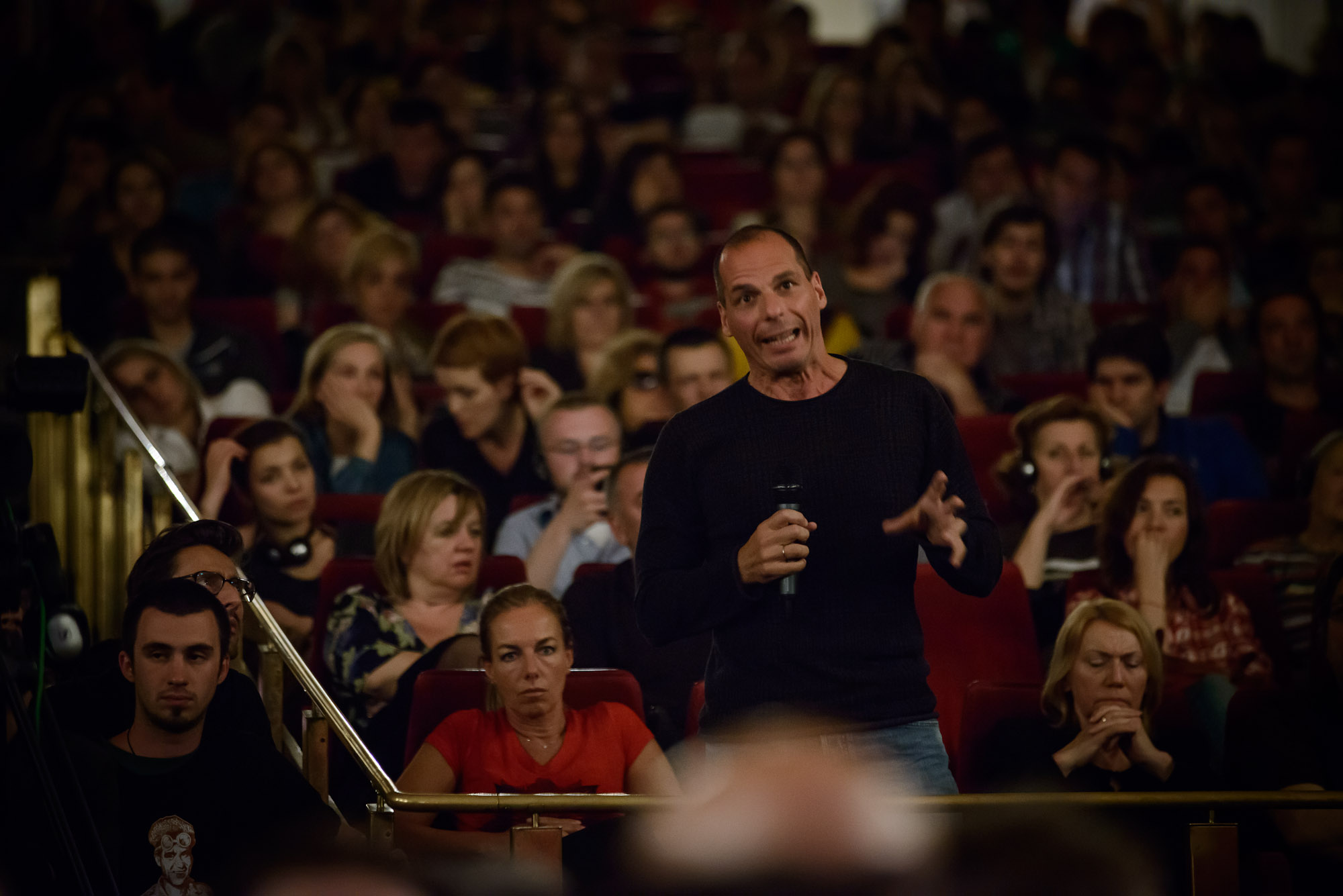
Subversive Festival 2013 a Zagabria, Croazia

Ricercatore eterodosso d'impostazione post-keynesiana, con il proprio ambito di studi incentrato sull'applicazione della teoria dei giochi nel campo della macroeconomia e soprattutto dell'economia politica, è docente di teoria economica presso l'università di Atene ed è stato Ministro delle Finanze nel primo Governo Tsipras. A seguito poi del tradimento del referendum popolare da parte del primo ministro (ratificato poi dal parlamento) il cui risultato aveva visto rifiutare col 61,31% il memorandum imposto dall'Eurogruppo sulla negoziazione del debito pubblico greco, ha rassegnato le proprie dimissioni ed è fuoriuscito pure da SYRIZA (presso cui era entrato a far parte dopo anni di militanza nelle file del PASOK), venendo perciò sostituito da Eukleidīs Tsakalōtos quale nuovo Ministro delle Finanze.
Nel febbraio 2016 ha poi lanciato un proprio movimento politico, il Movimento per la democrazia in Europa 2025 (DiEM25), atto a promuovere una riforma radicale della struttura politico-economica dell'Unione europea. Sempre nel 2016 si è poi espresso a favore del remain nel referendum sulla uscita del Regno Unito dall'UE e col suo nuovo partito Fronte della Disobbedienza Realistica Europea (MeRA25), legato a livello europeo al suo stesso DiEM25, è stato eletto deputato al Parlamento ellenico a seguito delle elezioni greche del 2019 mancando però la rielezione nelle elezioni del maggio e giugno 2023.

## Carriera accademica
Dopo la laurea in Statistica Matematica consegue il dottorato in Economia all'Università dell'Essex. Già prima del dottorato aveva iniziato la sua attività di insegnamento, in Economia ed Econometria, presso l'Università dell'Essex e l'Università dell'Anglia Orientale. Nel 1988 trascorre un anno come fellow all'Università di Cambridge. Dal 1989 al 2000 è Senior Lecturer in economia presso l'Università di Sydney. Nel 2000 ritorna in Grecia come professore di Teoria Economica all'Università di Atene, dove nel 2002 istituisce il The University of Athens Doctoral Program in Economics (UADPhilEcon) che dirige fino al 2008. Da gennaio 2013 a gennaio 2015 insegna alla Lyndon B. Johnson School of Public Affairs dell'Università del Texas a Austin.
Il 22 gennaio 2015, il Collegio Universitario Internazionale di Torino ha premiato Varoufakīs con una cattedra onoraria in diritto economico comparato e finanza per il suo straordinario contributo teorico alla comprensione della crisi economica globale.

## Il Minotauro Globale
Nel 2011 ha pubblicato il libro The Global Minotaur America, Europe and the Future of the Global Economy sul funzionamento dell'economia globale. Secondo Varoufakis dal 1970 fino alla crisi del 2008 l'economia del mondo si è retta su un meccanismo di finanziamento simmetrico del doppio deficit USA, il deficit commerciale e il debito pubblico. L'enorme disavanzo commerciale americano ha prodotto un avanzo finanziario in altri paesi che è stato reinvestito in titoli USA alimentando i periodici boom di borsa. Questo meccanismo globale trova le sue origini nella conferenza di Bretton Woods dove al posto dell'unione monetaria globale proposta dall'economista inglese Keynes venne varato il sistema a cambi fissi ancorati al dollaro (che a sua volta garantiva un rapporto di cambio fisso con l'oro di 35 dollari per oncia). Complementare a questo sistema di cambi fissi fu la ricostruzione dei sistemi economici delle potenze sconfitte Germania e Giappone grazie agli aiuti americani. La chiave del sistema di Bretton Woods era un sistema globale di riciclaggio dei surplus commerciali degli USA verso il resto del mondo. Questo sistema cessò di funzionare nel 1971 quando in seguito alla guerra del Vietnam gli USA si trasformarono da paese in surplus a paese in deficit. E il mantenimento di questo deficit venne garantito dai flussi di capitale che dal resto del mondo affluivano a Wall Street. Il sistema del Minotauro Globale ebbe fine con la crisi del 2008 che rese evidente come Wall Street aveva tratto vantaggio dal meccanismo per generare colossali guadagni privati nel processo di finanziarizzazione. Questo ha fatto perdere attrattiva al sistema bancario americano nei confronti del resto del mondo.

## Attività politica
Alle elezioni greche del 2015 si candida con SYRIZA, venendo dunque eletto al parlamento ellenico. Diventa Ministro delle finanze nel governo Tsipras.

In occasione del referendum consultivo del 2015, avente per oggetto le proposte dell'Unione europea per il rientro del debito greco, egli ha sostenuto "il NO", dichiarando in un'intervista al quotidiano spagnolo El Mundo:
(Gianīs Varoufakīs)
Il 6 luglio 2015, con un tweet su Twitter, annuncia le sue dimissioni da Ministro dell'Economia per favorire la trattativa con l'Eurogruppo.
Secondo un articolo del Wall Street Journal a firma di Stelios Bouras e Nektaria Stamouli del 6 luglio 2015, le dimissioni volontarie di Varoufakīs dall'incarico di Ministro dell'economia, sarebbero in realtà dovute a una sua affermazione circa la possibilità di emettere IOU (I owe you), una specie di promessa scritta di pagamento del debito negoziabile; in pratica una forma di moneta parallela, che consentirebbe la sopravvivenza economica del mercato ellenico.
«Se necessario, pubblicheremo liquidità parallela e in stile californiano di IOU, in formato elettronico. Avremmo dovuto farlo una settimana fa.»
In data 13 luglio 2015 spiega le ragioni delle sue dimissioni, in una intervista al giornale australiano New Statesman; intervista nella quale sostiene che mettendo sotto pressione i partner europei si sarebbero potute ottenere migliori condizioni per la Grecia. 
Il suo piano, senza dichiarare apertamente una "Grexit", infatti prevedeva di:
- emettere degli IOU,
- tagliare il rimborso dei bond detenuti dalla BCE e
- togliere il controllo della Banca di Grecia dalla BCE.

Nella riunione tenutasi nella notte del 5 luglio 2015, tra un gruppo ristretto di ministri del gabinetto di governo, la sua proposta - messa a votazione - venne bocciata, rendendo pertanto le sue dimissioni inevitabili. Ciò anche perché, a suo dire, così facendo si sarebbe smesso di negoziare favorendo il gruppo dei paesi creditori.
Secondo quanto riferito dal New York Times del 17 luglio 2015 Varoufakis si sarebbe fatto promotore fin dal dicembre 2014 di un "Piano B" per la creazione di un sistema bancario parallelo che rendesse possibile il ritorno della Grecia alla valuta nazionale (dracma), senza passare per la dolorosa transizione caratterizzata da un temporaneo blocco di tutte le transazioni finanziarie.
Nel febbraio 2016 ha fondato DiEM25, un movimento politico per la trasformazione in senso democratico dell'Unione europea.
Il 20 agosto 2018, in un'intervista sul festival del libro sul palco a Edimburgo, Varoufakis ha spinto Jeremy Corbyn, capo del Partito Laburista britannico, a "essere un po' più ambizioso" e a essere maggiormente coinvolto nel movimento progressista internazionale, dicendo "Abbiamo bisogno di un'Internazionale progressista". Il 13 settembre, Varoufakis ha scritto un articolo su The Guardian sulla necessità di un movimento progressista internazionale, insieme a un pezzo simile del senatore progressista americano Bernie Sanders. Il 26 ottobre a Roma, Varoufakis annuncia Progressive International, descritto come un "progetto comune per un New Deal internazionale, una New Bretton Woods progressivo". L'organizzazione è stata lanciata ufficialmente il 30 novembre nella città natale di Sanders, Burlington.
Il 7 luglio 2019, il suo partito Fronte della Disobbedienza Realistica Europea ha superato la soglia necessaria per entrare nel parlamento greco e Varoufakis è stato rieletto deputato.
Nel novembre 2019, insieme ad altri personaggi pubblici, Varoufakis ha firmato una lettera a sostegno del leader del partito laburista Jeremy Corbyn descrivendolo come "un faro di speranza nella lotta contro l'emergente nazionalismo di estrema destra, la xenofobia e il razzismo in gran parte del mondo democratico" e approvato lui alle elezioni generali del Regno Unito del 2019. Nel dicembre 2019, insieme ad altre 42 personalità di spicco della cultura, ha firmato una lettera che approva il Partito laburista sotto la guida di Corbyn nelle elezioni generali del 2019. La lettera affermava che "Il manifesto elettorale di Labour sotto la guida di Jeremy Corbyn offre un piano trasformativo che dà la priorità ai bisogni delle persone e del pianeta rispetto al profitto privato e agli interessi acquisiti di pochi".
Tuttavia alle elezioni legislative del maggio e giugno 2023 il partito ha diminuito il suo consenso non raggiungendo la soglia necessaria ad eleggere deputati.

## Opere
- Yanis Varoufakis, Tecnofeudalesimo: Cosa ha ucciso il capitalismo, La Nave di Teseo, 21 novembre 2023, ISBN 978-8834615850.
- Yanis Varoufakis, Un altro presente, La Nave di Teseo, 21 Ottobre 2021, ISBN 978-8834607046.
- Yanis Varoufakis, Adulti nella stanza. La mia battaglia contro l'establishment dell'Europa, La Nave di Teseo, 30 agosto 2018, p 887, EAN: 9788893444194
- Yanis Varoufakis, È l'economia che cambia il mondo: Quando la disuguaglianza mette a rischio il nostro futuro, Rizzoli, 16 aprile 2015,  p. 3, ISBN 978-88-586-7868-8.
- Yanis Varoufakis, Il minotauro globale. L'America, le vere origini della crisi e il futuro dell'economia globale, Asterios, 2012, ISBN 978-88-95146-55-3. Yanis, Varoufakis, Il minotauro globale. L'America, l'Europa e il futuro dell'economia globale. Edizione aggiornata, Spider&Fish, 2017, ISBN 978-88-98844-06-7.
- Yanis Varoufakis, Confessioni di un marxista irregolare nel mezzo di una ripugnante crisi economica europea, 2015.
- Yanis Varoufakis, Stuart Holland e James Kenneth Galbraith, Una modesta proposta per risolvere la crisi dell'euro, 2015.
- (EN) Yanis Varoufakis, And the Weak Suffer What They Must: Europe's Crisis and America's Economic Future, Nation Books, 12 aprile 2016, ISBN 978-1-56858-504-8.
- (EN) Yanis Varoufakis, The Global Minotaur: America, The True Origins of the Financial Crisis and the Future of the World Economy, Zed Books, 15 settembre 2011, ISBN 978-1-78032-014-4.
- (EN) Shaun Hargreaves Heap e Yanis Varoufakis, Game Theory: A Critical Text, Psychology Press, 2004, ISBN 978-0-415-25094-8.
- (EN) Yanis Varoufakis, Foundations of Economics: A Beginner's Companion, Routledge, 8 gennaio 2002, ISBN 978-1-134-68260-7.
- (EN) Yanis Varoufakis, Modelling rational conflict: the limits of game theory, Dept. of Economics, University of Sydney, 1º gennaio 1990.
- (EN) Yanis Varoufakis, Economic Indeterminacy: A Personal Encounter with the Economists' Peculiar Nemesis, Routledge, 8 ottobre 2013, ISBN 978-1-135-14127-1.
- (EN) Yanis Varoufakis, Joseph Halevi e Nicholas Theocarakis, Modern Political Economics: Making Sense of the Post-2008 World, Taylor & Francis, 29 marzo 2012, ISBN 978-1-136-81473-0.
- (EN) Yanis Varoufakis e Anthony Housego, Game Theory: Economic applications. Game theory and the social sciences, Routledge, 2001, ISBN 978-0-415-22243-3.
- (EN) Yanis Varoufakis e David P. T. Young, Conflict in Economics, Harvester Wheatsheaf, 1990, ISBN 978-0-7450-0559-1.
- (EN) Yanis Varoufakis, Bilateral Monopoly and Entry Deterrence: Price of Reputation, University of East Anglia, Economics Research Centre, 1987.
- (EN) Yanis Varoufakis, Moral Rhetoric in the Face of Strategic Weakness: Modern Clues for an Ancient Puzzle, University of Sydney, 1994, ISBN 978-0-86758-860-6.
- (EN) Christine Oughton e Yanis Varoufakis, Wage Inflation and Employment in the Australian Economy, University of Glasgow, Department of Political Economy, 1992.
- (EN) Yanis Varoufakis e University of Essex, Optimisation and Strikes, University of Essex, 1987.
- (EN) Shaun Hargreaves Heap e Yanis Varoufakis, Multiple Reputations in Games with Uncertain Horizons, University of East Anglia, Economics Research Centre, 1987.
- (EN) Yanis Varoufakis, Freedom Within Reason: From Axioms to Marxian Praxis, Department of Economics, University of Sydney, 1991, ISBN 978-0-86758-391-5.
- (EN) Yanis Varoufakis, A theoretical investigation of the correspondance between actual and efficient bargains, University of East Anglia Economics Research Centre, 1986.

### Articoli scientifici
1. Y. Varoufakis (2013). ‘From contagion to incoherence: Toward a model of the unfolding Eurozone crisis', Contributions to Political Economy, 32, 51-71
2. Y. Varoufakis (2013). ‘Europe Unhinged: What the financial crisis of 2008 meant for the integrity of the Eurozone', European Financial Review, June-July 2013, 51-53 (europeanfinancialreview.com)
3. Y. Varoufakis and S. Holland (2011). 'A Modest Proposal for Overcoming the Euro Crisis', International Journal of Pluralism and Economic Education, 2, 227-235
4. Y. Varoufakis (2010). ‘A New Versailles haunts Europe (or Furiosa Teutonicorum insania)', Re-public, 23
5. Y. Varoufakis (2009). 'Where the customers are always wrong: some thoughts on the societal impact of a non-pluralist economic education', International Journal of Pluralism and Economics Education, 1, 46-57
6. Y. Varoufakis (2009). 'Pristine equations, tainted economics and the postwar order: Or how the Cold War fashioned a formalist economics whose dominance remains inversely proportional to its explanatory power and functional to an irrational global order', presented on 10th April 2009 at Columbia University and included in the Proceedings of the Cold War Politics and Social Science Workshop, Heyman Centre for the Humanities, Columbia University
7. Y. Varoufakis (2008). 'Game Theory: Can it unify the social sciences?', Organisational Studies, 29, 1255-77
8. Y. Varoufakis (2008). ‘Capitalism according to Evolutionary Game Theory: On the impossibility of a sufficiently evolutionary model of historical change', Science and Society, 72, 63-94
9. Y. Varoufakis (2006). ‘The Bonds that Impede: A model of the joint evolution of corruption and apathy', Indian Journal of Economics, 54, 84-105 # Y. Varoufakis (2006). ‘Rational Rules of Thumb in Finite Dynamic Games: N-person backward induction with inconsistently aligned beliefs and full rationality', American Journal of Applied Science, 2 (Special Issue). 57-60
10. Y. Varoufakis (2005). ‘A Hard Spectre to Silence: Meghnad Desai's Marx's Revenge', Science and Society, 69:4, 617-25
11. Arnsperger, C. and Y. Varoufakis (2003). 'Toward a Theory of Solidarity', Erkenntnis, 59, 157-188
12. Halevi, J. and Y. Varoufakis (2003). ‘Questions and Answers on the Global Minotaur’, Monthly Review, 55 (December). 26-32
13. Halevi, J. and Y. Varoufakis (2003) 'The Global Minotaur', Monthly Review, 55 (July-August). 56-74
14. Theocarakis, N. and Y. Varoufakis (2002). 'In search of a dispassionate tribunal', The Drawing Board, 3(1)
15. Hargeaves-Heap, S. and Y. Varoufakis (2002). ‘Some experimental results on discrimination, co-operation and perceptions of fairness’, The Economic Journal, 112, 678-702
16. Y. Varoufakis (2002). ‘Deconstructing Homo Economicus? Reflections on an encounter between postmodernity and neoclassical economics', Journal of Economic Methodology, 9, 389-396 [A version of this paper was also published as: “Why Critics of Economics Can Ill-afford the ‘Postmodern Turn.’” Post-Autistic Economics Review, issue no. 13, May 2, 2002, article 1.]
17. Y. Varoufakis (2002). ‘Against Equality’, Science and Society, 66,448-72 19. Gangopaydhya P. and Y. Varoufakis (2000). 'Central Bank Independence and the 8 Value of Ambiguity: A three player reputational game', Rivista Internazionale di Scienze Economiche e Commerciali, 47, 531-57 20. Y. Varoufakis (1998/9). ‘Defending History’, Science and Society, 62,585-91
18. Y. Varoufakis (1997). 'Moral rhetoric in the face of strategic weakness: experimental clues for an ancient puzzle', Erkenntnis, 46, 87-110
19. Y. Varoufakis (1997). ‘Η Κριτική των Κοινωνικών Διακρίσεων και της Ηθικής: Ο Hume και ο Marx συναντούν την Εξελικτική Θεωρία Παιγνίων', Αξιολογικά, Τεύχος 10, 109-151 [Towards a Critique of Social Asymmetry and Ethics: Hume and Marx meet evolutionary game theory], Axiologika, 10, 109-151]
20. Y. Varoufakis (1996). 'Bargaining and Strikes: from an equilibrium to an evolutionary framework', Labour Economics, 3, 385-98
21. Anagnostopoulou, M. and Y. Varoufakis (1996). ‘Η Εξέλιξη της Ανισότητας: Εξελικτικές Θεωρίες και η Κοινωνική Θέση της Γυναίκας', Το Γιοφύρι (Περιοδικό Νεοελληνικών Σπουδών). 14, 36-44 ['The Evolution of Inequality: Evolutionary theories and the social status of women', To Yiofiri, 14, 36-44]
22. Y. Varoufakis (1996). 'Coercion and allocation', Science and Society, 59, 420-430
23. Sapsford, D. and Y. Varoufakis (1995). 'Labour productivity growth trends in OECD countries: Selection of sub-periods', International Journal of Manpower, 16, 46-57
24. Y. Varoufakis (1993/94). 'Reason without Freedom: a response to Mayer', Science and Society, 57, 453-460
25. Y. Varoufakis (1993). 'Modern and Postmodern Challenges to Game Theory', Erkenntnis, 38,371-404
26. Y. Varoufakis (1992/93). 'Freedom within Reason: from axioms to praxis', Science and Society, 56, 440-466
27. Y. Varoufakis (1992). 'Modelling Rational Conflict', Economie Appliquee, XLV, 53- 78
28. Y. Varoufakis (1992). 'Evaluating Probability Predictions: an application of Copas' diagrammatic method in comparing two models of strikes', Rivista Internazionale di Scienze Economiche e Commerciali, 38, 693-700
29. Y. Varoufakis (1991). 'The Neoclassical Theory of Choice: Introducing undergraduates to criticism', Economics (The journal of the 'Economics in Higher Education Society'). June issue, 2-14 33. Y. Varoufakis and D. Sapsford (1991). 'Discrete and smooth switching regressions for Australian labour productivity growth', Applied Economics, 23, 1299-1304
30. Sapsford, D. and Y. Varoufakis (1991). 'Forecasting coffee prices: ARIMA versus econometric approaches', Rivista Internazionale di Scienze Economiche e Commerciali, 37, 551-63
31. Y. Varoufakis and D. Sapsford (1990). 'A real target model of wage inflation with variable union power: the case of the UK 1962-1985', Applied Economics, 22, 1103- 1117
32. Y. Varoufakis (1989). 'Worker solidarity and strikes', Australian Economic Papers, June, 76-92 37. Sapsford, D. and Y. Varoufakis (1987). 'An ARIMA model of tea prices', Journal of Agricultural Economics, 34, 121-32